# Jan Ferdinand Porcia
Jan Ferdinand kníže Porcia, hrabě z Mitterburgu a Ortenburgu (též Portia nebo Porzia; Johann Ferdinand Reichsfürst Porcia, Graf zu Mitterburg und Ortenburg) (1605, Benátky – 19. února 1665, Vídeň) byl rakouský státník a dvořan ze starobylé šlechty ze severní Itálie. Na počátku vlády císaře Leopolda I. byl ve funkcích nejvyššího hofmistra a prvního ministra jednou z nejdůležitějších osobností habsburské monarchie. Byl povýšen do stavu říšských knížat a získal Řád zlatého rouna. Vlastnil majetek v Korutansku a díky sňatkům měl vazby na šlechtické rody v Čechách.

## Kariéra
Pocházel ze starobylé rodiny ze severní Itálie připomínané od 12. století. Narodil se v Benátkách jako jediný syn hraběte Jana Sforzy Porcii (1576 – 1624), který působil jako diplomat ve službách Ferdinanda II. Jan Ferdinand se díky otci od dětství pohyboval u císařského dvora a v roce 1633 byl jmenován císařským komorníkem. V letech 1634–1647 působil v zemské správě v Dolním Rakousku a Kraňsku, poté byl pět let císařským vyslancem v Benátkách (1647–1652).

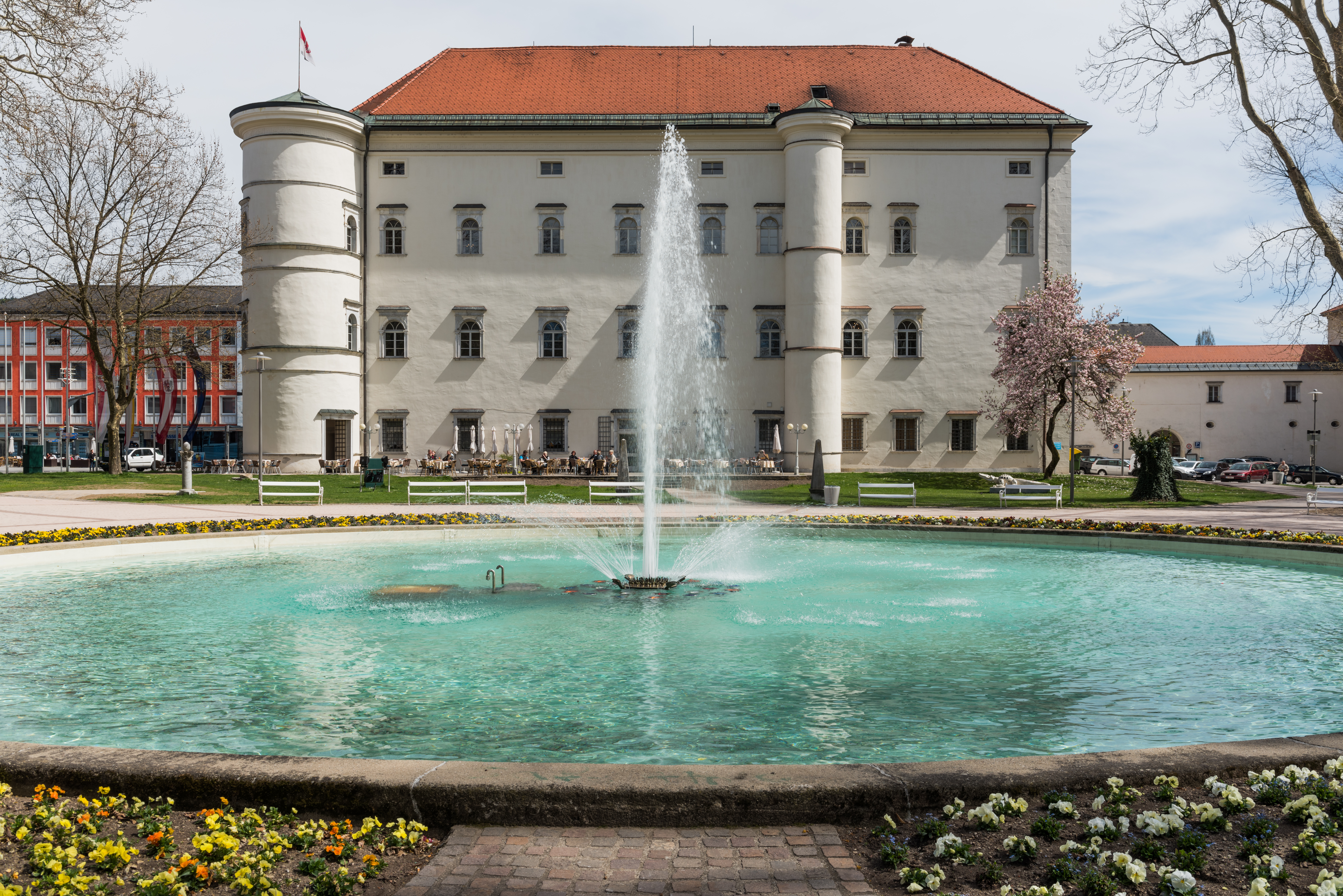
Zámek Porcia v Korutansku

Po návratu ke dvoru se stal hofmistrem arcivévody Leopolda (1652) a poté členem Tajné rady (1655). Jako vychovatel budoucího císaře získal postupně značný vliv a také důvěru svého svěřence. Po nástupu Leopolda I. na trůn se stal císařským nejvyšším hofmistrem (1657–1665), zároveň předsedal Tajné radě a byl prvním ministrem habsburské monarchie. Důležitou úlohu měl v době Leopoldovy císařské korunovace ve Frankfurtu (1657–1658) a během korunovační cesty obdržel v říjnu 1657 v Praze Řád zlatého rouna. V počátcích vlády Leopolda I. patřil k jeho nejvlivnějším důvěrníkům, což dokládá bohatá vzájemná korespondence uložená v rakouském státním archivu. Podle dobových svědectví zahraničních diplomatů ve Vídni měl tehdy moc, jaké nedosáhl žádný z jeho nástupců ve službách Leopolda I. (Lobkovic, Lamberg, Ditrichštejn). Větší vliv na zahraniční politiku nicméně získal až po smrti císařova strýce arcivévody Leopolda Viléma (1662). V roce 1662 dostal od císaře darem 200 000 zlatých a v témže roce koupil zámek Porcia v Korutansku, který patřil jeho potomkům až do roku 1918. V únoru 1662 byl povýšen do stavu říšských knížat.
Od konce padesátých let 17. století trpěl dnou, choroba se začala zhoršovat počátkem roku 1664 a u dvora se začalo spekulovat o přeobsazení funkcí ve správě monarchie. Zemřel v únoru 1665 ve věku nedožitých šedesáti let.

## Rodina
Byl dvakrát ženatý, jeho první manželkou byla Anna z Auerspergu (1612–1636), s níž měl tři děti. Syn Jan Karel Porcia (1630–1667) byl zemským hejtmanem v Korutansku, starší dcera Anna Margareta se provdala za Františka Antonína z Trauttmansdorffu († 1683), mladší Isabela Magdalena byla manželkou Jana Norberta ze Šternberka (1644–1678). Isabela později již jako vdova obohatila majetek Šternberků přikoupením panství Smiřice ve východních Čechách (1685).
Podruhé se Jan Ferdinand Porcia oženil v roce 1656 s Beatrix Johannou Kavkovou z Říčan (1610–1682). Rod pánů z Říčan v té době již neměl takový význam, aby se jeho členka mohla stát nevěstou jednoho z nejmocnějších mužů habsburské monarchie, ale Beatrix Johanna byla mimo jiné sestřenicí knížete Václava Eusebia z Lobkovic, pozdějšího Porciova nástupce ve funkci nejvyššího hofmistra. Z tohoto druhého manželství pocházela dcera Františka Benigna, provdaná za hraběte Helmharda Christopha Ungnada z Weissenwolffu (1634–1702).
Sestra Johanna Ferdinanda Porcii Margareta Magdalena (1608–1654) byla manželkou hraběte Jana Oktaviána Kinského (1604–1679).